# Ginneken en Bavel
Ginneken en Bavel est une ancienne commune néerlandaise de la province du Brabant-Septentrional.
La commune était composée des villages de Ginneken, Bavel, Ulvenhout, Strijbeek et Galder, ainsi que de plusieurs hameaux, dont Geersbroek. 
En 1840, la commune comptait 512 maisons et 3 357 habitants, dont 833 à Ginneken, 266 à Ulvenhout, 195 à Geersbroek, 139 à Strijbeek, 301 à Galder et 188 à Bavel.
Le 1er janvier 1942, la commune de Ginneken en Bavel a été supprimée. Ginneken fut rattaché à Bréda, le reste de la commune, hormis une petite partie du territoire qui allait à Teteringen, fut érigé en nouvelle commune de Nieuw-Ginneken.

## Notes et références

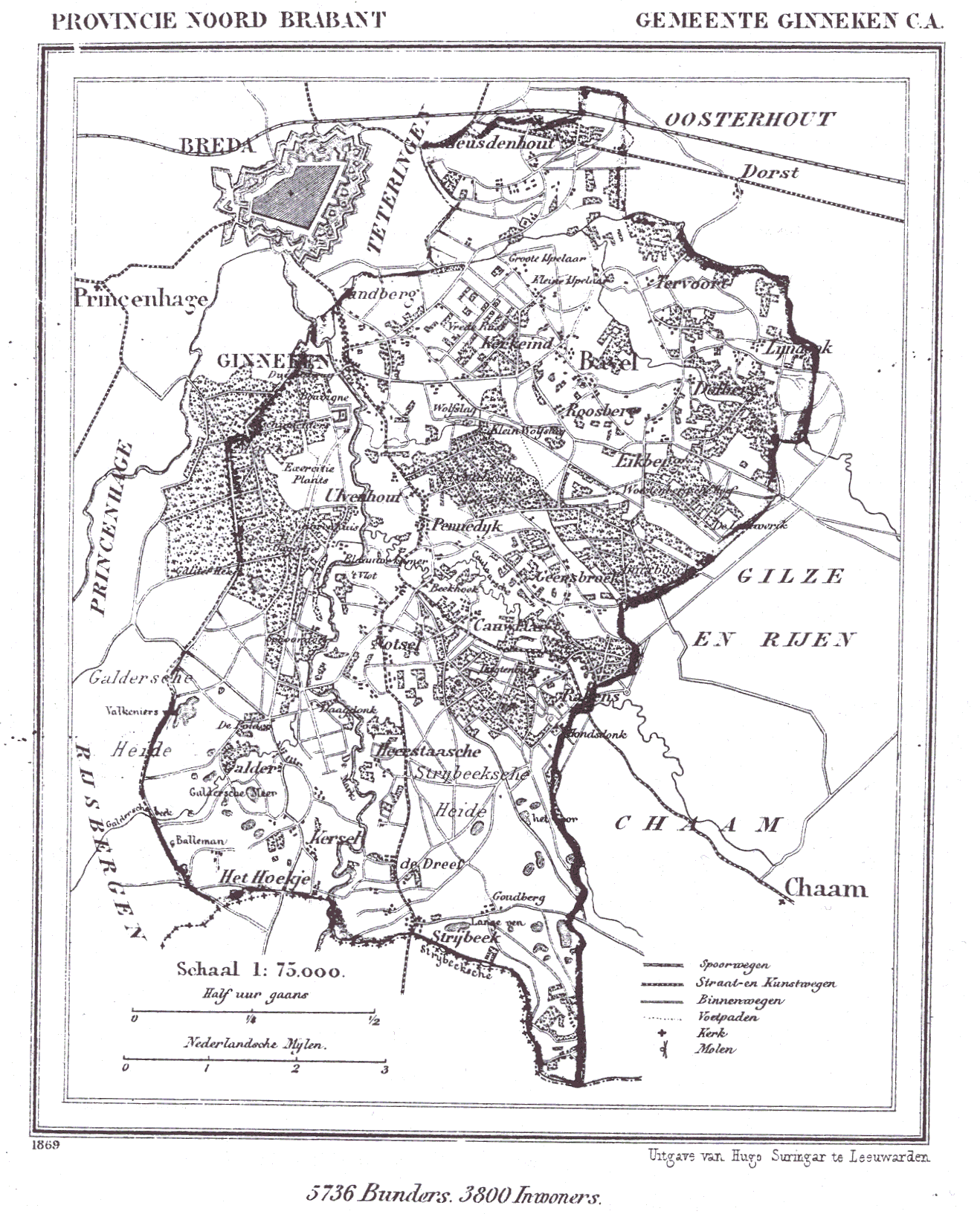
Ginneken en Bavel